# La verità di Maria
La verità di Maria (The Lost Pope) è un romanzo thriller fantastico del 2023 di Glenn Cooper, settimo libro della serie Cal Donovan. È ambientato in tre stati: Egitto, Vaticano e Stati Uniti. È diviso in due periodi storici, tra il 66 e il 70 d.C. e i giorni nostri.

## Trama
Cal Donovan viene contattato da una sua ex studentessa, la quale mentre sta trafugando una antica maschera egizia per pagare un rene per la sorella dializzata, casualmente ritrova una pagina di quello che sembra essere un Vangelo apocrifo in cui si parla di Maria Maddalena come sposa dell'Apostolo Pietro e sua successore come Papessa. Questa pagina, contiene quindi una incredibile notizia e le conseguenze per la religione cristiana con la pubblicazione di questo frammento di papiro potrebbero essere devastanti.
Ma la ragazza viene assassinata, e a Cal, con l'aiuto della Polizia, spetta il compito di rientrare in possesso del preziosissimo pezzo di papiro.
Nel frattempo il Vaticano è sotto attacco mediatico: il nuovo Pontefice, Giovanni XXIV ha eletto come Segretario di Stato del Vaticano una donna, cosa impensabile fino ad ora e la scelta cade nientemeno che suor Elisabetta Celestino.

## Edizioni
- Glenn Cooper, La verità di Maria, traduzione di Barbara Ronca, Edizioni Nord, 2023, ISBN 8842934585.